# Jeongjikhan hubo
Jeongjikhan hubo (정직한 후보?), noto anche con il titolo internazionale Honest Candidate, è un film del 2020 scritto e diretto da Jang Yu-jeong e basato sulla pellicola brasiliana O candidato honesto (2014).

## Trama
Joo Sang-sook ha basato tutte le sue precedenti campagne politiche su un insieme di bugie; a un certo punto, le preghiere di sua nonna vengono tuttavia esaudite, facendo in modo che Sang-sook non riesca più a mentire a nessuno: se da un lato ciò risulta deleterio per la campagna, dall'altro la donna ha modo di maturare e comprendere ciò che conta davvero nella sua vita.